# Dýšina-Horomyslice (przystanek kolejowy)
Dýšina-Horomyslice – przystanek kolejowy w miejscowości Dýšina, w kraju pilzneńskim, w Czechach. Znajduje się na magistrali kolejowej Praga - Pilzno. Położony jest na wysokości 350 m n.p.m.
Na przystanku nie ma możliwości zakupu biletu, a obsługa podróżnych odbywa się w pociągu. 

## Linie kolejowe
- 170 Praha - Beroun - Plzeň - Cheb